# St. Marien (Winkelhaid)

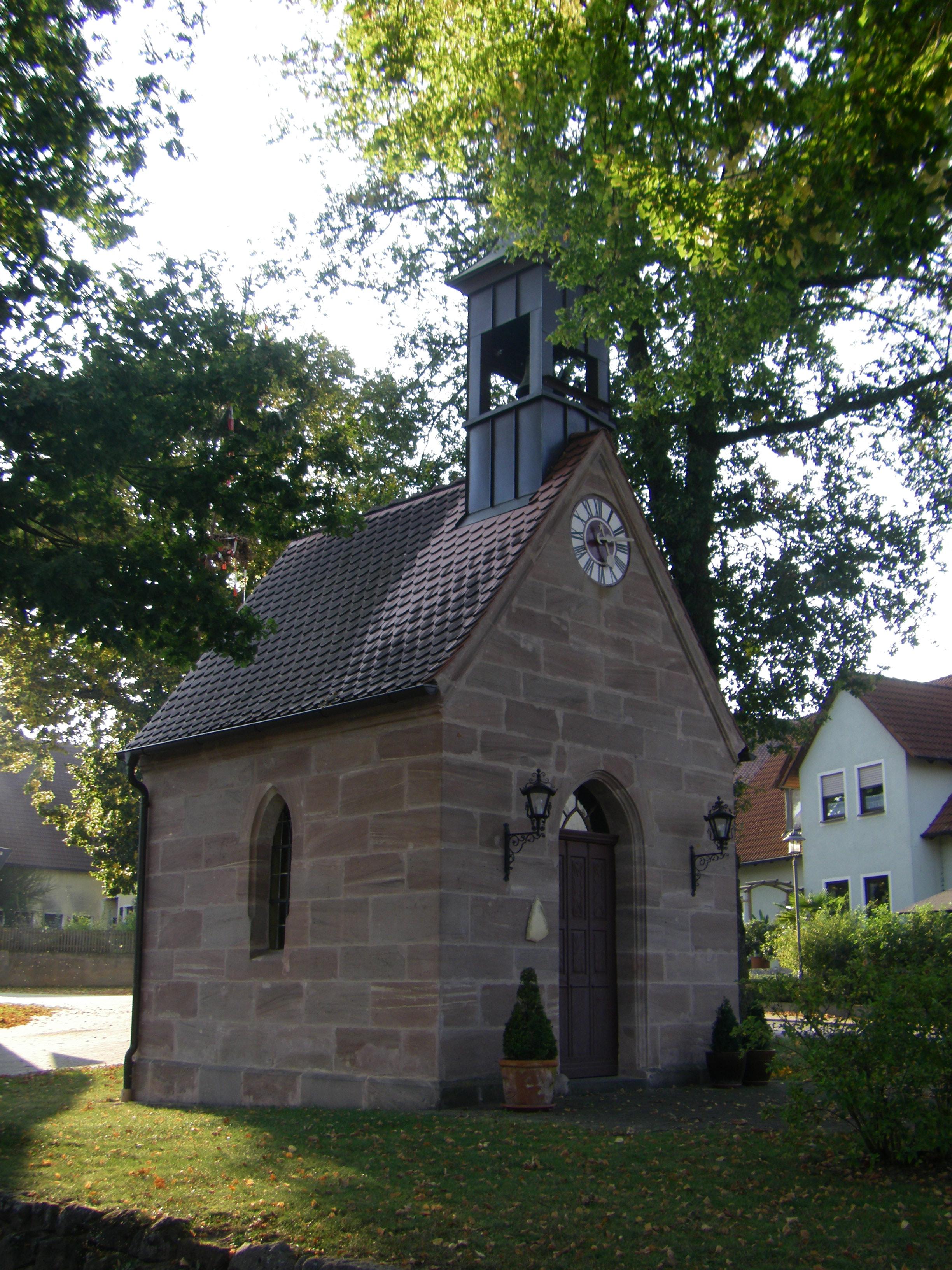
St. Marien, Ostseite

St. Marien ist eine nach Maria benannte Kapelle in Winkelhaid. Sie gehört zur evangelisch-lutherischen Kirchengemeinde St. Andreas (Wassermungenau) im Dekanat Windsbach.
St. Marien war wahrscheinlich eine Filialkirche von St. Margareta (Windsbach). Möglicherweise wurde sie bereits im frühen 12. Jahrhundert erbaut, worauf ein im Haus Nr. 13 eingemauerter Quaderstein mit der Jahreszahl 1103 hindeuten könnte. 1528 wurde St. Marien evangelisch. Im Dreißigjährigen Krieg wurde die Kirche schwer beschädigt und danach nur notdürftig geflickt. Gottesdienste wurden fortan nur noch am Kirchweihtag, dem Sonntag nach Bartholomäus (24. August), und zu Hochzeiten und Leichenpredigten gehalten. Zur Bezahlung des Geistlichen stand der Ertrag eines Widdumwaldes zur Verfügung. Das Kirchweihessen für den Geistlichen und den Mesner wurde durch den Ertrag der Gotteshauswiese finanziert. 1718 wurden die Kosten für die Reparatur des Daches überschlagen. Da sie sich diese auf 182 Gulden belaufen hätten, wurde sie nicht durchgeführt. 1733 stürzte schließlich ein Teil des Daches ein. Als 1802 der Einsturz der Mauern drohte, wurde die Kirche auf Anordnung der Preußischen Kriegs- und Domänenkammer Ansbach abgetragen. Die ursprüngliche Kirche hatte eine Länge von 17 Metern und eine Breite von 11 Metern.
1875 wurde an gleicher Stelle unter Eigenleistung der Winkelhaider Bürger die St. Marienkapelle im neugotischen Stil errichtet. Das aus Sandsteinquadern bestehende Gebäude hat einen rechteckigen Grundriss, ein Satteldach mit einem Glockenturm als Dachreiter an der Ostseite. An der Ostseite befindet sich auch das Spitzbogenportal, links und rechts davon sind Leuchter angebracht, darüber ein Ziffernblatt. An der Nord- und Südseite gibt es eine Achse mit Spitzbogenfenstern. Im Glockenturm wurde eine Glocke eingebaut, die von der Gemeinde Hechlingen abgekauft worden ist. Diese im 15. Jahrhundert gefertigte Glocke trägt die Namen der vier Evangelisten in gotischer Minuskelschrift.
Die Kapelle bietet Platz für 15 bis 20 Personen. Zuletzt wurde sie 2001 umfassend saniert.
In ihr finden Taufgottesdienste statt, daneben der Kirchweihgottesdienst am 2. bzw. 3. Augustsonntag und einige Andachten.